# Зареченский сельсовет (Кугарчинский район)
Зареченский сельсовет — муниципальное образование в Кугарчинском районе Башкортостана.
Административный центр — деревня Воскресенское.

## История
Статус и границы сельского поселения установлены Законом Республики Башкортостан от 17 декабря 2004 года № 126-З «О границах, статусе и административных центрах муниципальных образований в Республике Башкортостан».

## Население
| 2002 | 2009 | 2010 | 2012 | 2013 | 2014 | 2015 |
| ---- | ---- | ---- | ---- | ---- | ---- | ---- |
| 911  | ↗927 | ↘848 | ↘821 | ↘786 | ↘770 | ↘753 |
| 2016 | 2017 | 2018 |      |      |      |      |
| ↗768 | ↘754 | ↘749 |      |      |      |      |

## Состав сельского поселения
| № | Населённый пункт | Тип населённого пункта          | Население |
| - | ---------------- | ------------------------------- | --------- |
| 1 | Воскресенское    | деревня, административный центр | ↘629      |
| 2 | Аралбай          | деревня                         | ↘109      |
| 3 | Леоновский       | деревня                         | ↘61       |
| 4 | Давлетшинский    | деревня                         | ↘32       |
| 5 | Андреевка        | деревня                         | ↘17       |

## Известные уроженцы
- Бекетов, Василий Семёнович (25 марта 1924 — 18 сентября 1991) — участник Великой Отечественной войны, Герой Советского Союза[12].